# Programme national pour la sécurité alimentaire (Qatar)
Le Programme national pour la sécurité alimentaire (Qatar National Food Security Programme “PNSA”) est une entité administrative formée par le gouvernement du Qatar en 2009 pour mener à bien sa politique volontariste dans le domaine de la sécurité alimentaire.
En effet, le Qatar ne dispose que d’un petit territoire avec très peu de terres cultivables et dépend donc à 90 % des importations alimentaires pour assurer la survie de sa population. L’une des ambitions de l’émir de l’époque, le Cheikh Hamad Ben Khalifa Al Thani, était ainsi d’augmenter l’efficacité des rares exploitations agricoles locales, mais aussi de renforcer la fiabilité des sources d’importations alimentaires du Qatar, notamment par une politique d’acquisition de terres agricoles dans les pays en voie de développement de la région.
Cette politique de «  néocolonialisme agraire » (selon la description du Directeur général de la FAO Jacques Diouf) a certes renforcé la sécurité alimentaire de l’émirat, mais a aussi fait l’objet de nombreuses critiques sur la scène internationale.
La PNSA travaille en collaboration avec une Task Force composée de 17 ministères et autres autorités et institutions gouvernementales mais aussi du secteur privé, pour assurer la participation de tous les acteurs dans le domaine de la sécurité alimentaire.
Lors de sa création, le gouvernement qatari a donné à la PNSA la mission de livrer à l’émir Tamim ben Hamad Al Thani une stratégie compréhensive pour assurer l’avenir alimentaire du Qatar (« Master Plan ») en 2012.

## Création
Sa création fut annoncée par le  Cheikh Hamad Ben Khalifa Al Thani à l’occasion du Sommet Mondial sur la Sécurité Alimentaire organisée par la Food and Agriculture Organisation (FAO) des Nations unies à Rome, en Italie.

## Mission
Le Qatar a toujours eu de nombreuses difficultés à subvenir aux besoins de sa population dans le domaine alimentaire. Le secteur agricole qatari fait en effet face à  de nombreux défis, notamment : 
- La rareté des ressources en eau
- L’épuisement des rares sources d’eau fraîches dû à la croissance récente du nombre d’habitants
- La mauvaise qualité des sols
- Le climat désertique et hostile à l’agriculture

La mission de la PNSA est de trouver une solution à ces problématiques pour qu’à long terme le Qatar puisse subvenir à 70 % des besoins alimentaires de sa population par une agriculture domestique dopée par l’irrigation intensive et/ou grâce à la production agricole sur les terres arables acquises par l’État qatari à l’étranger.

## Coopération internationale
Le PNSA collabore avec l’agence américaine pour le développement international USAID (United States Agency for International Development). L’accord de partenariat a défini quatre principaux chantiers de collaboration :
- Le renforcement de la collaboration entre le Qatar et les États-Unis dans les domaines de la recherche et des échanges scientifiques.
- Le partage des financements pour des missions communes.
- Le développement des partenariats entre le secteur privé et le secteur public.
- Le soutien aux échanges et dialogues dans les domaines de la politique publique et des progrès techniques.

## Critiques
De nombreux commentateurs ont fait valoir que les pratiques agricoles promues pour le PNSA pour ce qui est de la production domestique qatarie ne sont pas viables à long terme, tant pour leur coût écologique que financier.
En effet, ces productions dépendent toutes d’une irrigation extrêmement intensive ainsi que de la création de climats artificiels au moyen de serres climatisées qui consomment une quantité très importante d’énergie fossile. 
Ainsi, un article publié dans le journal français Le Monde relève : 
« La rareté de l'eau doit être contournée par la construction de nouvelles usines de dessalement que M. Al-Attiya prévoit de faire fonctionner à l'énergie solaire et non plus aux énergies fossiles. "700 000 m3 d'eau sont consommés par jour par les quelque 1 400 fermes du pays. Mais cette eau, puisée dans le sous-sol devient de plus en plus saumâtre. Notre programme prévoit d'en produire cinq fois plus.
 »
— Patrick Linke, directeur technique du QNSFP
L’autre stratégie du PNSA, la politique d’acquisition massive de terres agricoles à l’étranger, et plus particulièrement dans les pays en voie de développement, a fait l’objet de critiques encore plus vives. 
L’ancien secrétaire d’État sénégalais et Directeur général de la FAO Jacques Diouf a même qualifié ce phénomène de « néocolonialisme agraire ». D’autres encore y voient une campagne de « land grabbing » notamment via la société Hassad Food, détenue à 100 % par le fonds souverain Qatar Investment Authority.